# Szűr
Szűr é um município da Hungria, situado no condado de Baranya. Tem 7,84 km² de área e sua população em 2019 foi estimada em 224 habitantes.